# تعمية القرص
تعمية القرص (بالإنجليزية: Disk encryption)‏ هي تقنية تحمي المعلومات من خلال تحويلها إلى شيفرة غير قابلة للقراءة ولا يمكن فك تعميتها بسهولة من قبل أشخاص غير مسموح لهم بذلك. تستخدم تقنية تعمية قرص البرامج أو أجهزة تعمية الأقراص لتعمية كل بت من البيانات التي توجد على القرص أو وحدة تخزين القرص. تُستخدم من أجل منع الوصول غير المسموح به إلى مخزن البيانات.
يشير مصطلح تعمية القرص الكامل (إف دي إي) أو تعمية كامل القرص إلى أن كل شيء على القرص معمَّى، لكن سجل الإقلاع الرئيسي (إم بي آر)، أو منطقة مشابهة له من قرص الإقلاع اللتان تحملان شيفرة تجعل سلسلة تحميل نظام التشغيل تبدأ، ليست معماة. يمكن لبعض أنظمة تعمية الأقراص الكاملة المعتمِدة على الأجهزة أن تعمَّى فعليًّا قرص إقلاع كامل، بما فيه سجل الإقلاع الرئيسي (إم بي آر).

## التعمية الشفافة
التعمية الشفافة ويُعرف أيضًا بالتعمية في الزمن الحقيقي أو التعمية السريعة (أو تي إف إي)، هو طريقة تستخدمها بعض برامج تعمية الأقراص. تشير كلمة «شفاف» إلى حقيقة أن البيانات تُعمَّى أو تفك تعميتها تلقائيًا أثناء تحميلها أو حفظها.
الوصول إلى الملفات بعد تأمين المفتاح يكون فوري في التعمية الشفافة، وتُحمّل كامل وحدة التخزين عادة كما لو أنها محرك أقراص حقيقي، يجعل الملفات قابلة للوصول مثل أي ملفات غير معماة. لا يمكن قراءة (فك تعمية) بيانات مخزنة على وحدة تخزين بدون استخدام كلمة المرور المناسبة أو مفاتيح الملفات المناسبة أو مفاتيح التعمية المناسبة. يُعمَّى نظام الملفات الكامل داخل وحدة التخزين (بما فيه أسماء الملفات وأسماء المجلدات ومحتويات الملفات وبيانات وصفية أخرى).
لنكون التعمية شفافة بالنسبة للمستخدم النهائي، يتطلب عادةً استخدام محركات أقراص الجهاز لتمكين عملية التعمية. على الرغم من أن حقوق الوصول بصفة مدير للنظام مطلوبة عادةً لتنصيب مثل هذه المحركات، فإن وحدات التخزين المعماة يمكن أن تُستخدم من قبل المستخدم العادي بدون أن يمتلك هذه الحقوق.
عمومًا، يمكن تسمية كل طريقة تُعمَّى فيها البيانات بسهولة عند الكتابة وتُفك تعميتها بسهولة عند القراءة بالشكل الذي يبقى فيه المستخدم و/أو برنامج التطبيق غير مدرك للعملية بالتعمية الشفاف.

## تعمية الأقراص والتعمية على مستوى ملفات النظام
لا تحل تعمية الأقراص محل تعمية الملفات في جميع الحالات. تُستخدم تعمية الأقراص في بعض الأحيان بالتزامن مع التعمية الذي يحدث على مستوى ملفات النظام بهدف تطبيق تعمية آمنة. بما أن تعمية الأقراص عمومًا يستخدم مفتاح التعمية نفسه لتعمية محرك الأقراص بكامله، فإن كل البيانات تكون قابلة لفك التعمية عندما يُشغّل النظام. من ناحية ثانية، بعض حلول تعمية الأقراص تستخدم مفاتيح متعددة لتعمية وحدات تخزين مختلفة. إذا استطاع مُهاجم ما الوصول إلى الحاسب في أثناء تشغيله، فإنه يستطيع الوصول إلى جميع الملفات. تسمح تعمية الملفات والمجلدات العادي بدلًا من ذلك باستخدام مفاتيح مختلفة لأجزاء مختلفة من القرص. بالتالي فإن المهاجم لا يستطيع استخراج المعلومات من الملفات والمجلدات التي لا تزال مُعمَّاة.
على عكس تعمية الأقراص، فإن التعمية على مستوى ملفات النظام لا يُعمِّي البيانات الوصفية لملفات النظام، مثل هيكلية المجلد، وأسماء الملفات، والأحجام والطوابع الزمنية للتغييرات.

## تعمية الأقراص ووحدة النظام الموثوقة
وحدة النظام الموثوقة (تي بّي إم) هي معالج تعمية آمن مُثبت في اللوحة الأم ويمكن استخدامه في المصادقة على الأجهزة. بما أن كل شريحة وحدة نظام موثوقة هي فريدة لكل جهاز بمفرده، فإنها قادرة على تنفيذ مصادقة وحدة النظام. يمكن استخدامها للتحقق أن النظام الذي يسعى للوصول هو النظام المُتوقع.
يدعم عدد محدود من حلول تعمية الأقراص وحدة النظام الموثوقة. يمكن لتطبيقات التعمية هذه أن تغلف مفتاح فك التعمية باستخدام وحدة النظام الموثوقة، وبالتالي تربط محرك الأقراص الصلبة (إتش دي دي) إلى جهاز محدد. إذا أُزيل محرك الأقراص الصلبة من ذلك الجهاز المحدد ووُضع في جهاز آخر، ستفشل عملية فك التعمية.  يمكن تنفيذ عملية استعادة من خلال كلمة  مرور أو رمز مميز(مُعرّف).
على الرغم من أن لذلك ميزة تجعل القرص غير قابل للإزالة من الجهاز، يمكن أن يكون ذلك سببًا في فشل التعمية. على سبيل المثال، إذا حدث أمر ما لوحدة النظام الموثوقة أو اللوحة الأم، لا يمكن للمستخدم الوصول إلى البيانات من خلال وصل القرص الصلب بجهاز حاسب آخر، إلا إذا كان لدى ذلك المستخدم مفتاح استرداد منفصل.